# Altare di Grabow
L’Altare di Grabow, è un'opera del Maestro Bertram, datato al 1379 e montato nel 1383. Prende il nome dalla omonima città del Meclemburgo dove venne collocato nel XVIII secolo restandovi fino al 1903. Ora è conservato nella Kunsthalle di Amburgo, ma venne realizzato per la chiesa parrocchiale di San Pietro di quest'ultima città, da cui l'altro nome com'è conosciuto: Altare di San Pietro. L'altare a cinque pannelli largo sette metri e alto quasi tre, è composto secondo la consuetudine tedesca, sia di parti scolpite che dipinte.

## Descrizione
Con le portelle aperte ha posti, su due registri di 12 dipinti ciascuno, 18 scene tratte dalla Genesi, dalla Creazione fino alla Storia di Isacco e sei scene dell'Infanzia di Cristo, dall'Annunciazione alla Fuga in Egitto, al centro, sopra la predella, è la parte scolpita, posta su due registri: in mezzo al cassone la Crocifissione, tra due ordini sovrapposti di Profeti, Apostoli e Santi, posti in nicchie. Nei giorni non festivi ad ante chiuse l'altare presentava una serie di scene dipinte ora perdute. Il complesso programma iconografico è stato attribuito all'erudito teologo e giurista amburghese Wilhelm Hoborch.
In queste scene, dal colorismo tenue, le figure sono rese con una corporeità plastica e dalle proporzioni tozze.

## L'altare
|  |  |
|  |  |